# Mahfura
Mahfura (arab. محفورة) – miejscowość w Syrii, w muhafazie Hims. W 2004 roku liczyła 1845 mieszkańców.